# Доннел Фостер Г'юетт
Доннел Фостер Г'юетт (англ. Donnel Foster Hewett) (1881–1971) — американський геолог і мінералог. Досліджував ванадієві родовища Мінасрагра (Minasragra), Перу. На честь нього названо мінерал х'юетит.
Його батько був гірничим інженером і менеджером у вугільній промисловості. Він виріс у Вашингтоні, округ Колумбія і Атланті. Він вивчав металургію в університеті Ліхай, де виник його інтерес до мінералогії та економічної геології. Будучи студентом, він працював інженером на залізниці. У 1902 році він закінчив і працював з 1903 року в тестовій лабораторії для гірничодобувної промисловості в Піттсбурзі, основним завданням якого було оцінити всі можливі руди і корисних копалин для інвесторів. Він багато подорожував в Сполучених Штатах, в Канаді, Мексиці, Південній Америці та Європі. Він визнав важливість родовища ванадію в Mina Ragra в Перу серед інших. У 1909 році він одружився і навчався протягом двох років в Єльському університеті для його докторської дисертації, але тільки в 1924 році вона була захищена. З 1911 р. працював в Геологічній службі США.